# داش قیه‌باشی (کلیبر)
داش قیه‌باشی یکی از روستاهای استان آذربایجان شرقی است که در دهستان مولان بخش مرکزی شهرستان کلیبر واقع شده‌است.